# Церковь Георгия Победоносца (Кулешовка)
Церковь Георгия Победоносца (Георгиевский храм) — православный храм в селе Кулешовка Ростовской области; Ростовская-на-Дону Епархия, Азовское районное  благочиние.
Адрес: 346744, Ростовская область, Азовский район, село Кулешовка, улица Красноармейская, 189а.

## История
Уже на плане Кулешовки Екатеринославской губернии Ростовского округа, составленном в 1857 году, было обозначено место для постройки молитвенного дома. Церковь в селе существовала с 1861 года; храм был деревянный, обложенный железом. Имел одну большая главу и три малых — над алтарем, с северной и южной сторон. Иконостас был высотой почти 11 метров, имелся клирос и верхний хор. Вблизи храма располагалась усадьба священника.
В 1930-е годы храм был разрушен, богослужения стали совершаться в молитвенном доме. С 1937 года в здании молитвенного дома разместился клуб колхоза «Победа», а в 1942 году, в период немецкой оккупации, здание молитвенного дома использовали под конюшню. Когда в 1943 году село было освобождено советскими войсками, в храме расположился военный госпиталь. 24 ноября 1944 года была зарегистрирована Георгиевская община, и регулярные службы в молитвенном доме продолжались до 1954 года, когда он  был снова был закрыт, и в нём разместился клуб. После распада СССР, в 1990-е годы, клуб сгорел.
Новое помещение для богослужений сельчане нашли еще при существующем клубе — ну улице Красноармейской, 189, начав своими силами перестройку ветхого здания под молитвенный дом. Здание обложили кирпичом без фундамента, стены внутри были обиты фанерой, поэтому скоро дом стал разрушаться. В июне 1984 года на этом месте началось строительство нового храма. В течение трех лет построили здание церкви, просфорную, летнюю кухню, большой подвал. 21 июня 1987 года митрополит Ростовский и Новочеркасский Владимир освятил престол храма в честь Великомученика Георгия Победоносца и привёз для него частицы святых мощей Великомученика Пантелеимона и мученика Иоанна Русского. В 1995 году построено здание воскресной школы. В 2008 году установлены колокола. 
В настоящее время под строительство нового храма на месте первого, деревянного, Кулешовская сельская администрация выделила в постоянное (бессрочное) пользование земельный участок по адресу: ул. Ленина, 164в.
Первоначально настоятелем храма был иерей Святослав Викторович Баденков, в настоящее время — протоиерей Александр Якимов.